# Marcia Fudgeová
Marcia Louise Fudgeová (* 29. října 1952 Cleveland, Ohio) je americká politička a právnička. V letech 2021–2024 zastávala úřad ministryně bytové výstavby a rozvoje měst Spojených států amerických ve vládě Joea Bidena.
V lednu 2000 se stala starostkou ohijského města Warrensville Heights. Po úmrtí kongresmanky Stephanie Tubbsové Jonesové během výkonu mandátu, ji během listopadu 2008 ve Sněmovně reprezentantů USA nahradila, když jako nominantka Demokratické strany neměla v doplňovacích volbách 11. ohijského okrsku protikandidáta. V dolní komoře mezi lety 2013–2015 předsedala kongresovému černošskému výboru, sdružujícímu od 70. let dvacátého století afroamerické zákonodárce prosazující zájmy černošského etnika ve veřejném prostoru včetně zvyšování rovnosti. Na počátku 116. volebního období v roce 2019 zvažovala kandidaturu na předsedkyni sněmovny, ale nakonec podpořila zvolení stranické kolegyně Nancy Pelosiové z Kalifornie. V březnu 2021 na funkci kongresmanky rezignovala, aby vstoupila do Bidenova kabinetu na post ministryně bytové výstavby a rozvoje měst, kde nahradila republikána Bena Carsona sloužícího do ledna téhož roku v Trumpově vládě. Stala se tak první Afroameričankou v tomto úřadu od Patricie Robertsové Harrisové z let 1980–1981.

## Mládí a raná kariéra
Narodila se roku 1952 v ohijském Clevelandu. V roce 1971 ukončila střední školu na clevelandském předměstí Shaker Heights. Bakalářský obor obchod pak vystudovala o čtyři roky později na Ohijské státní univerzitě (BS). Doktorkou práv se stala na Clevelandské-Marshallově právní koleji Clevelandské státní univerzity v roce 1983 JD).
Po promoci začala pracovat jako asistentka soudce a působila jako ředitelka rozpočtu a financí v kanceláři státního zástupce okresu Cuyahoga. V rámci okresu vykonávala auditorskou činnost na oddělení dědické daně. Příležitostně byla rovněž hostující soudkyní a vrchním rozhodcem arbitrážních sporů.
V lednu 2000 se ujala vedení 15tisícového města Warrensville Heights ve východoohijském okresu Cuyahoga, jako první žena a Afroameričan v tomto úřadu. Zasedala i v dozorčí radě clevelandské veřejné knihovny. Během prvního období demokratické kongresmanky Stephanie Tubbsové Jonesové v Kapitolu vedla její kancelář. Po úmrtí Tubbsové Jonesové v srpnu 2008 na krvácení do mozku po ruptuře výdutě ji ve Sněmovně reprezentantů USA vystřídala, když v doplňovacích volbách neměla protikandidáta.

## Ministryně bytové výstavby a rozvoje měst
Po vyhraných prezidentských volbách 2020 zveřejnil zvolený prezident Joe Biden 10. prosince 2020 záměr Fudgeovou nominovat do čela ministerstva bytové výstavby a rozvoje měst. Po inauguraci odeslal nominační listinu do Senátu. Fudgeová se v horní komoře 28. ledna 2021 zúčastnila slyšení před výborem pro bankovnictví, bytovou výstavbu a záležitosti měst. Předseda výboru Sherrod Brown pak postoupil 4. února nominaci na plénum horní komory, když výbor vydal doporučující stanovisko hlasováním členů v poměru 17 : 7. Schválení na senátním plénu se uskutečnilo 10. března 2021, s kladným výsledkem senátorských hlasů 66 : 34. Několik hodin poté složila ministerskou přísahu do rukou viceprezidentky Kamaly Harrisové. Pro koronavirová opatření tak učinila prostřednictvím videohovoru.

## Galerie
- Videozáznam ministerské přísahy Fudgeové vedené viceprezidentkou Kamalou Harrisovou přes videohovor